# Кулик Олександр Васильович (тренер, плавання)
Олександр Васильович Кулик (нар. 25 червня 1960, м. Барановичі Берестейської області, Білоруська РСР, СРСР) — український тренер з плавання. Заслужений тренер України (1999).

## Життєпис
Олександр Кулик народився 1960 року в м. Барановичі на Берестейщині.
1982 року закінчив Дніпропетровський державний інститут фізичної культури і спорту. З 1984 року працював тренером спортивного клубу «Метал» Дніпропетровського трубного заводу. 1987 року був призначений старшим тренером спортивного клубу Дніпропетровського обласної ради спортивного товариства профспілок. 1991 року перейшов на посаду тренера, а через сім років (1998) — старшим тренером СДЮШОР з плавання спортивного клубу «Метеор» у Дніпропетровську.
Олександр Кулик підготував понад 20 майстрів спорту, майстрів спорту міжнародного класу, 7 чемпіонів України. Серед вихованців — Євгенія Андреєва, Костянтин Зайцев, срібний призер першості світу Олексій Рожков, чемпіонка Європейського Олімпійського фестивалю Віра Клименко.